# Alfred Scheurer

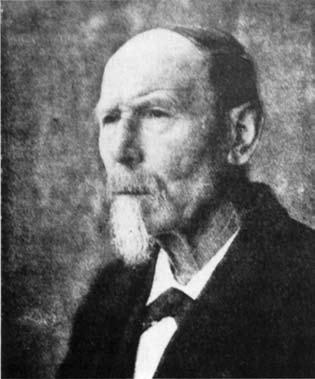
Alfred Scheurer (1840–1921)

Johann Alfred Scheurer (* 5. Mai 1840 in Erlach; † 2. Mai 1921 in Gampelen; heimatberechtigt in Erlach) war ein Schweizer Politiker.

## Leben
Scheurer absolvierte nach dem Besuch der Sekundarschule eine Lehre in der Gerichtsschreiberei des Amtsbezirkes Erlach. Danach studierte er an der Universität Bern Recht und erhielt 1863 das Notariats- und 1866 das Fürsprecherpatent. Von 1866 bis 1868 war er Gerichtspräsident in Trachselwald und von 1868 bis 1878 führte er eine Anwaltspraxis in Sumiswald.
Von 1871 bis 1878 war Scheurer Berner Grossrat und ab 1878 bis 1904 hatte er Einsitz im Regierungsrat, wo er im Finanz- und Eisenbahnwesen tätig war. Von 1873 bis 1875 sass Scheurer im Nationalrat. 1879, von 1882 bis 1883 sowie von 1896 bis 1897 war er jeweils nachrückender Ständerat. Ab 1904 beschäftigte er sich wieder als Notar und Landwirt in Gampelen.
Scheurer setzte sich als Regierungsrat vor allem für die Sanierung der Berner Staatsfinanzen sowie für die Reorganisation der Berner Kantonalbank ein. Gleichzeitig förderte er den Eisenbahn- und den Kraftwerkbau und war 1862 Mitgründer der Studentenverbindung Concordia.
Seine Tochter Anna (1871–1966) war mit Otto Kellerhals, Direktor der Anstalten Witzwil verheiratet; zu seinen Enkeln gehörte unter anderem Otto Kellerhals, Direktor der Eidgenössischen Alkoholverwaltung.
Sein Sohn Karl (1872–1929) wurde 1919 in den Bundesrat gewählt und war von 1920 bis 1929 Vorsteher des Militärdepartements. 1923 war er Bundespräsident.